# Brigita Schmögnerová
Brigita Schmögnerová (* 17. November 1947 in Bratislava, Tschechoslowakei) ist eine slowakische Politikerin (Sociálnodemokratická Alternatíva, SDA).

## Biografie
Nach dem Schulbesuch studierte sie von 1966 bis 1971 an der Wirtschaftshochschule (Vysoká škola ekonomická, VŠE) in Bratislava und war danach als Mitarbeiterin am dortigen Lehrstuhl für Wirtschaftsmathematische Methodik tätig. Daneben absolvierte sie ein postgraduales Studium in Mathematischer Statistik an der Comenius-Universität Bratislava sowie in weiteren Kursen an der Universität Athen sowie der Georgetown University. Im Anschluss war sie von 1976 bis 1979 Assistentin an der VŠE und dann als Makroökonomin an der Slowakischen Akademie der Wissenschaften tätig.
Schmögnerová nahm eine führende Position in der reformierten Partei der demokratischen Linken (Strana demokratickej ľavice, SDĽ), die als Nachfolgerin der Kommunistischen Partei der Slowakei entstanden war, ein. Zwischen März und Dezember 1994 vertrat sie die SDĽ als Vizeministerpräsidentin mit Zuständigkeit für Wirtschaftsfragen in der Regierung von Ministerpräsident Jozef Moravčík. Darüber hinaus war sie eine Beraterin von Präsident Michal Kováč.
In der Regierung von Ministerpräsident Mikuláš Dzurinda war sie von 1998 bis 2002 Finanzministerin und verfolgte in dieser Zeit einen straffen Kurs zur Erreichung des Beitritts der Slowakei zur Europäischen Union (EU) am 1. Mai 2004. Dabei wurde sie zu einer Symbolfigur für wirtschaftliche Maßnahmen zur Stabilisierung des Wirtschafts- und Finanzsektors, die aber andererseits zur Erhöhung der Preise und einem Anstieg der Arbeitslosigkeit führten. 2002 trat sie auf Bitten ihrer Partei als Ministerin zurück, um den schlechten Umfrageergebnissen der SDĽ entgegenzuwirken. Peter Weiss, Milan Ftáčnik und Schmögnerová gründeten die Sozialdemokratische Alternative (Sociálnodemokratická Alternatíva, SDA), die laut der ehemaligen Finanzministerin eine „moderne, gegen jeden Populismus und Nationalismus gerichtete“ neue politische Kraft werden sollte.
Darauffolgend war sie zwischen 2001 und 2005 als Nachfolgerin von Danuta Hübner Exekutivsekretärin der Wirtschaftskommission für Europa. In diesem Amt folgte ihr 2005 der bisherige Ministerpräsident Polens Marek Belka.
Neben ihrer politischen Tätigkeit war sie auch Autorin mehrerer wirtschaftswissenschaftlicher und politischer Fachbücher.
Brigita Schmögnerová ist verheiratet und Mutter eines Sohnes.

## Publikationen
- Cúvanie napred - súbor myšlienok publikovaných v denníkoch resp. týždenníkoch v rokoch 1993 až 1997. 1997, ISBN 80-967830-4-1.
- Svetlo sa rodí za tmy. 1998.
- Sociálne modely Európskej únie (dnes a zajtra). 2004.
- Na dohľad či v nedohľadne: O konkurencieschopnosti, udržateľnom rozvoji a sociálnej inklúzii. 2008, ISBN 978-80-8101-070-5.